# Brenda Starr - L'avventura in prima pagina
Brenda Starr - L'avventura in prima pagina (Brenda Starr) è un film statunitense del 1989, diretto da Robert Ellis Miller e ispirato alla omonima striscia a fumetti di Dale Messick.

## Produzione
Inizialmente il ruolo della protagonista doveva essere di Jessica Lange, poi Anjelica Huston e Melanie Griffith ma alla fine andò a Brooke Shields.
Per girare questo film Timothy Dalton inizialmente rifiutò il ruolo di James Bond poiché le date di produzione coincidevano, tuttavia in seguito allo slittamento della produzione di 007 - Zona pericolo riuscì a partecipare ad entrambi i film.
Il film è stato girato nel 1986 ma è stato distribuito solo tre anni dopo a causa di vicende legali che hanno coinvolto i vari distributori.